# 係長
係長（かかりちょう）とは、業務を行う最小単位である係において管理的立場にある者に対する役職である。
通常、係は課の下に属し、係長は、課長や課長代理、課長補佐よりも下位、主任や役職無しの職員よりも上位にあたる。「経理課出納係長」などと用いられる。
主に、中堅、若手の管理職に与えられる役職であり、民間では早い者では20代半ばから係長に昇進する一方、係長のまま定年を迎えるケースもある。国の機関でも主に30代後半で将来の幹部候補生が係長に昇進するケースが主流である。国の機関などでは、係長の下に係員を置かない「部下なし係長」もおり、部下がいても、部下の業務の監督だけでなく、自らも業務を持つ、プレイングマネージャーとしての役割を期待されることが多い。これらの場合、上役に当たる係付の担当課長補佐などが実質的な係の長として各係に割り当てられ管理職務を行っているケースが見られる。また、係、および、係長に相当する職名として、班、および、班長という名称を設ける組織もある。しかし、従業員の多い大企業では係長の下に班長を設けている場合も多々ある。
近年、組織のフラット化が進み、係長職を廃止する組織も多い。古くは係長に相当する職を「掛長」（かかりちょう）と称し、現在でも製鉄会社や旧・帝国大学などで使用されている。